# Francesco Netti

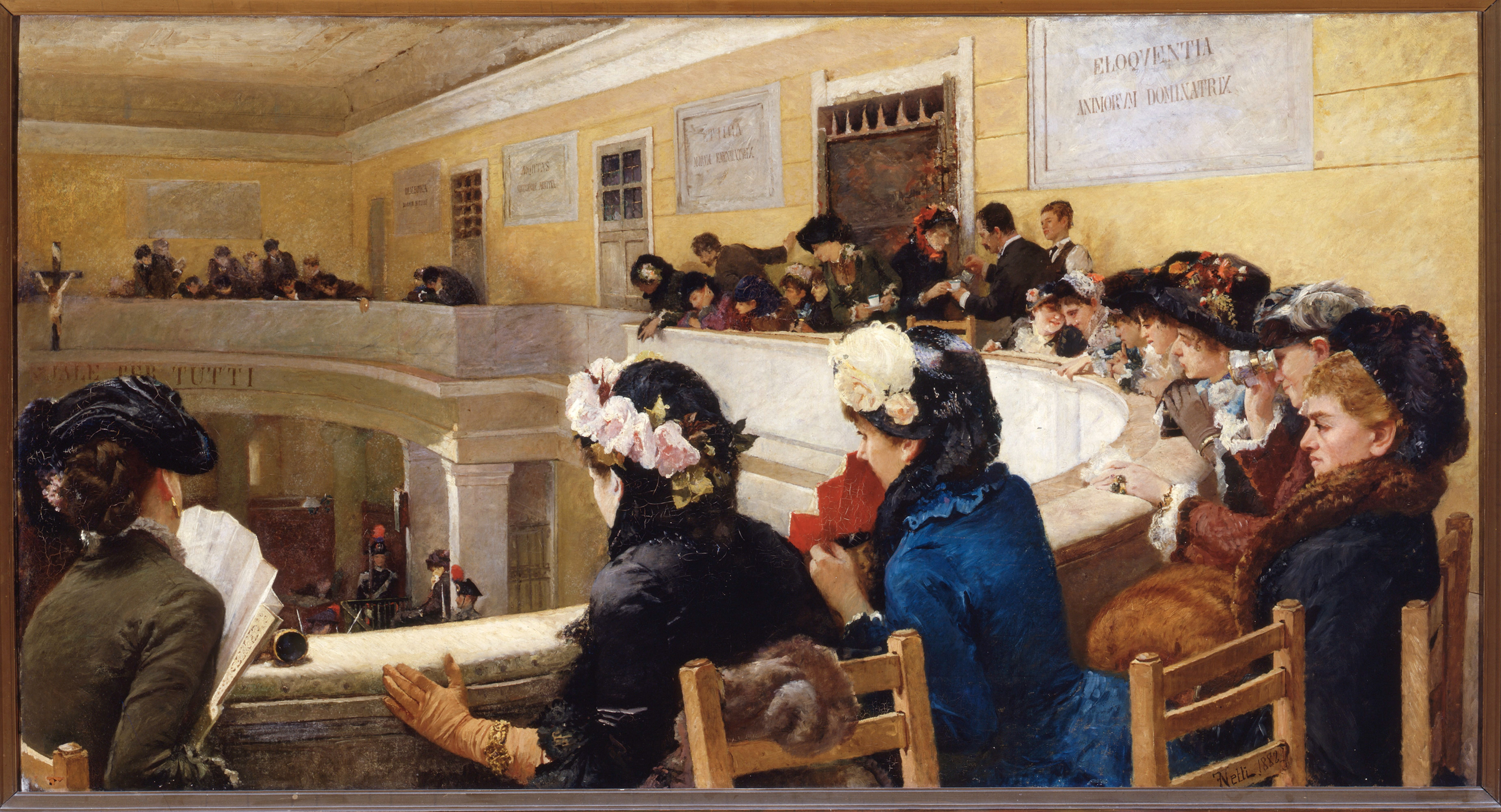
Im Gerichtssaal von Assisi

Francesco Netti (* 22. Dezember 1832 in Santeramo in Colle; † 28. August 1894 ebenda) war ein italienischer Maler.
Er wurde als Sohn von Nicola, einem reichen Landbesitzer, und Giuseppa Vitale geboren.
Nach seinem Jurastudium, das er nach dem Willen der Familie besuchte, studierte er ab 1855 an der Reale  Accademia di Belle Arti di Napoli, wo er nur ein Jahr blieb. Anschließend studierte er privat bei Giuseppe Bonolis, dann bei Michele De Napoli und Tommaso De Vivo weiter.
Zwischen 1856 und 1859 blieb er in Begleitung seines Freundes Pasquale De Criscito in Rom.
Nach seiner Rückkehr nach Neapel besuchte er 1860 das Atelier von Domenico Morelli. Netti besuchte zwischen 1862 und 1864 die Schule der Aktmalerei von Filippo Palizzi.
Er zog 1866 nach Paris (wo sein Freund Giuseppe Palizzi bereits seit 1844 lebte), blieb dort bis 1871 und blieb von August 1869 bis Januar 1870 in Grez-sur-Loing, einem kleinen Dorf am Rande des Fontainebleau-Waldes.
1870, bei Ausbruch des Deutsch-Französischen Krieges, kehrte er, im Gegensatz zu anderen italienischen Künstlern, nach Paris zurück. Er half beim italienischen Roten Kreuz und hörte fast vollständig auf, zu malen.
Nach seiner Rückkehr 1872 nach Neapel nahm er das Thema des Karnevals wieder auf, das bereits 1864 behandelt wurde. Er wurde auch als Kunstkritiker und Journalist tätig.
1874 unternahm er eine Studienreise nach Padua, Ferrara und Venedig.
Er erhielt 1876 den Auftrag, ein Altarbild für die Kathedrale von Altamura zu malen, das im folgenden Jahr geliefert wurde.
Inspiriert von dem berühmten Fadda-Prozess von 1879 schuf er sein bekanntestes Werk – Die Zuschauergalerie des Gerichtssaals.
1884 zog er in den Orient, eingeladen zu einer Kreuzfahrt von Giuseppe Caravita, Prinz von Sirignano, einer führenden Persönlichkeit in der neapolitanischen Umgebung. Die Türkei – wo er zwei Monate blieb – inspirierte ihn zu einer Reihe von Zeichnungen und Aquarellen. Anschließend kehrte er auf dem Landweg nach Italien zurück und besuchte Bukarest, Budapest und Wien. In Neapel angekommen, richtete er sein Atelier im Capomazza-Palast im Arco Mirelli ein. Die Möbel wurden in der Türkei gekauft.
1891 wurde Netti vom Prinzen von Sirignano nach Neapel berufen, der ihn mit der Wanddekoration des Speisesaals seines neuen Palastes an der Riviera di Chiaia beauftragt hatte. Netti fertigte fünf Cartons für Wandteppiche für die Aubusson (Creuse)-Manufaktur an.